# Hoven (Dakota del Sud)
Hoven è un centro abitato (town) degli Stati Uniti d'America, situato nella contea di Potter nello Stato del Dakota del Sud. La popolazione era di 406 persone al censimento del 2010.
Hoven venne progettata nel 1883, e prende il nome da Matt e Peter Hoven, i primi coloni.

## Geografia fisica
Hoven è situata a 45°14′31″N 99°46′36″W (45.241807, -99.776747).
Secondo lo United States Census Bureau, ha un'area totale di 0,31 miglia quadrate (0,80 km²).

## Società

### Evoluzione demografica
Secondo il censimento del 2010, c'erano 406 persone.

### Etnie e minoranze straniere
Secondo il censimento del 2010, la composizione etnica della città era formata dal 98,0% di bianchi, lo 0,7% di asiatici, lo 0,2% di oceanici, e l'1,0% di due o più etnie. Ispanici o latinos di qualunque razza erano lo 0,7% della popolazione.